# Entier de Gauss
Pour les articles homonymes, voir Entier.

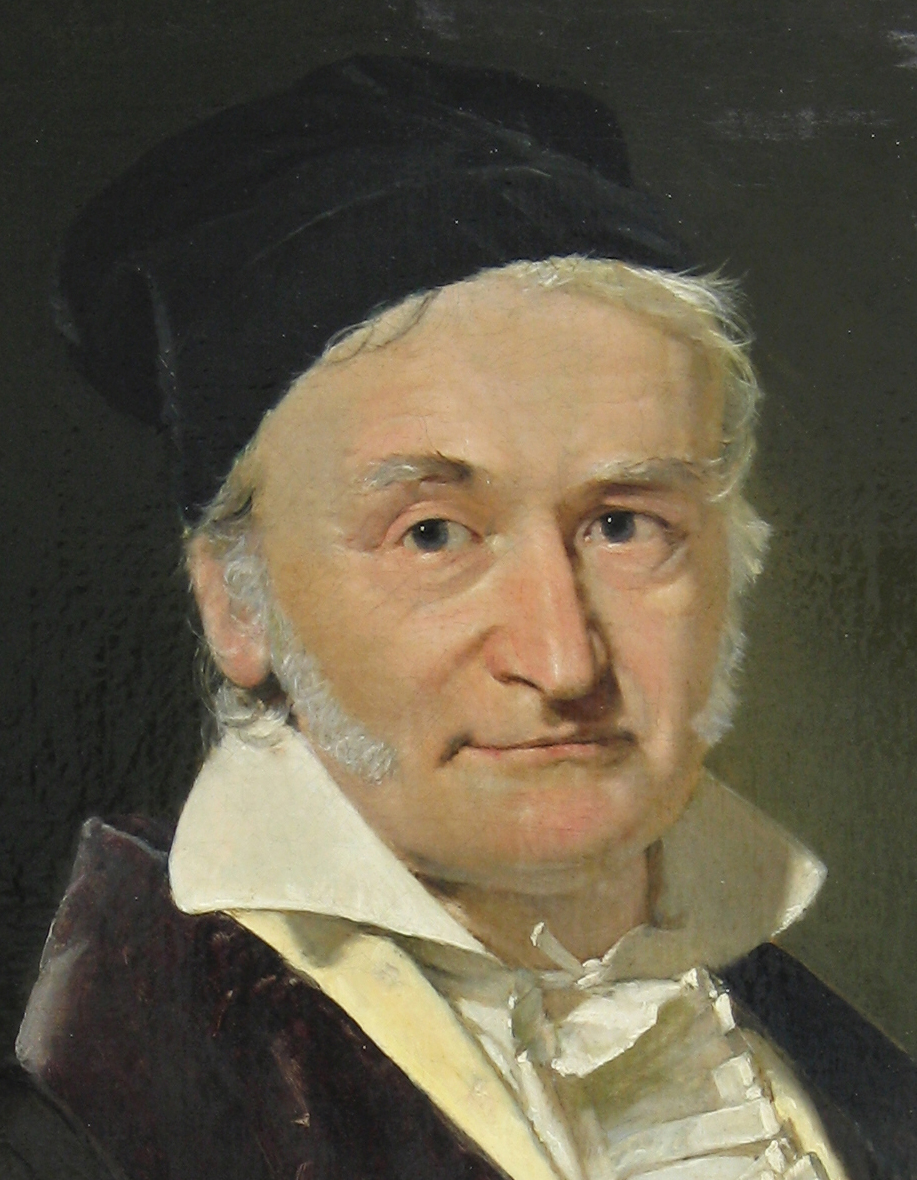
Carl Friedrich Gauss.

En mathématiques, et plus précisément, en théorie algébrique des nombres, un entier de Gauss est un nombre complexe dont la partie réelle et la partie imaginaire sont des entiers relatifs. Il s'agit formellement d'un élément de l'anneau des entiers quadratiques de l'extension quadratique des rationnels de Gauss.
L'ensemble des entiers de Gauss possède une structure forte. Comme tous les ensembles d'entiers algébriques, muni de l'addition et de la multiplication ordinaire des nombres complexes, il forme un anneau intègre, généralement noté {\textstyle \mathbb {Z} [i]}, {\displaystyle i} désignant ici l'unité imaginaire. Cet ensemble dispose en plus d'une division euclidienne , ce qui permet d'y bâtir une arithmétique très analogue à celle des entiers relatifs. De manière plus générale, cet ensemble peut être vu comme un anneau d'entiers quadratiques et à ce titre est un anneau de Dedekind.
Ils sont largement utilisés en théorie algébrique des nombres et en arithmétique modulaire, par exemple pour l'étude d'équations diophantiennes, en particulier ils fournissent une démonstration élégante du théorème des deux carrés de Fermat. Leur utilisation a permis à Carl Friedrich Gauss de démontrer la loi de réciprocité quadratique.

## Histoire

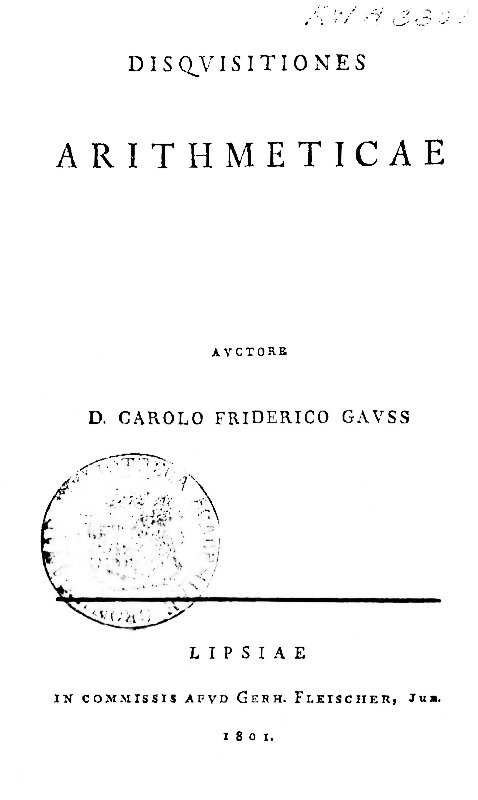
Ouvrage traitant des entiers de Gauss (1801).

Les entiers de Gauss ont été découverts alors que Gauss recherchait une solution à la question des congruences des carrés étudiée dans un premier temps par Fermat. Euler formalise la notion de résidu quadratique et conjecture la solution, c'est-à-dire la loi de réciprocité quadratique. Legendre reprend le théorème et propose une preuve incomplète et insuffisante.
À l'âge de 18 ans, Gauss démontre le théorème. La démonstration est publiée trois ans plus tard. Il considère cette loi comme le joyau de l'arithmétique, l'appelant même le « théorème d'or ». Pour résoudre cette question, il découvre un ensemble : celui des entiers qui portent maintenant son nom. Ils bénéficient des mêmes propriétés arithmétiques que les entiers relatifs. On y trouve la division euclidienne, l'équivalent du lemme d'Euclide, de l'identité de Bézout, des nombres premiers et du théorème fondamental de l'arithmétique. À l'aide de cette structure, il redémontre le théorème des deux carrés conjecturé par Fermat et démontré par Euler et ouvre la voie de l'arithmétique modulaire.
L'utilisation d'une structure comme celle des entiers de Gauss subit des tentatives de généralisation pour s'appliquer à des cubes ou à des puissances quelconques. Elles débouchent dans le cas des cubes (voir entier d'Eisenstein) ou des puissances cinquièmes (voir Anneau des entiers de ℚ(√5)). En 1847 Gabriel Lamé utilise une méthode d'extension brutale et pense à tort avoir démontré le grand théorème de Fermat. Sa méthode est inopérante car, à la différence des entiers de Gauss, son extension ne dispose pas de la propriété d'unicité du théorème fondamental de l'arithmétique. Kummer trouve une solution qui garantit à nouveau cette unicité. Cette méthode permet de généraliser la loi de réciprocité dans de nombreux cas et prouve le grand théorème de Fermat dans tous les cas compris entre 3 et 100, excepté 37, 59 et 67.
L'étude de ce type de structure est alors largement développée par des mathématiciens comme Dedekind ou Hilbert et prend le nom de théorie des anneaux.

## Définition
Formellement, l'ensemble des entiers de Gauss est l'anneau des entiers algébriques du corps des rationnels de Gauss, c'est-à-dire l'ensemble des rationnels de Gauss dont le polynôme irréductible normalisé est à coefficients entiers.
Il est égal à l'ensemble des nombres complexes qui peuvent être écrits sous la forme

## Premières propriétés

### Structure d'anneau

Réseau des entiers de Gauss.

L'ensemble des entiers de Gauss muni de l'addition et de la multiplication forme un anneau.
Ses éléments inversibles sont :
Cette propriété est générale aux entiers d'une extension de corps (voir Entier algébrique). Il est néanmoins simple de vérifier ici que l'ensemble est un sous-anneau du corps des rationnels de Gauss :
En tant que sous-anneau du corps des rationnels de Gauss, il hérite de certaines propriétés, ainsi l'anneau est intègre. Il est de plus unitaire et donc de caractéristique nulle.
L'ensemble est en particulier un groupe abélien pour l'addition, autrement dit un ℤ-module. Ce module bénéficie des propriétés inhérentes aux anneaux d'entiers algébriques : il est libre et de type fini. Il possède donc une base finie, ici la base canonique est (1, i).

### Norme

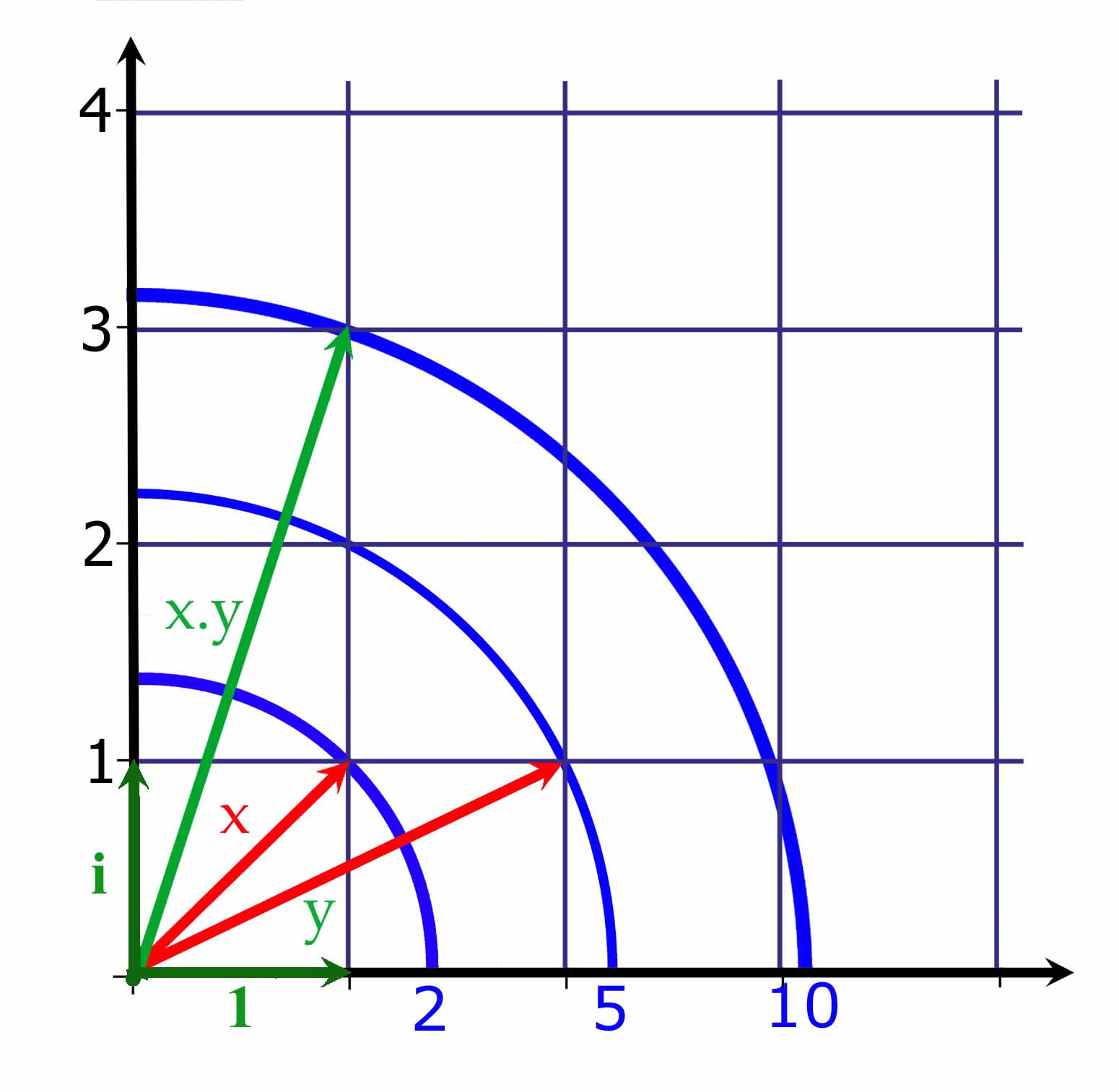
Trois entiers de Gauss : 1 + i, 2 + i et 1 + 3i.

Comme tout anneau d'entiers algébriques, les entiers de Gauss possèdent une norme. Si N est cette norme, elle est définie par : 
ou encore
La norme est donc le carré du module du nombre, si bien que tous les nombres de norme r2 sont sur le cercle de centre l'origine et de rayon r. La figure de droite illustre ce fait : le nombre x, égal à 1 + i, est sur le cercle (de rayon √2) des éléments de norme 2 et y, égal à 2 + i, sur le cercle (de rayon √5) des éléments de norme 5.
La norme telle que définie ici semble incohérente avec celle d'un espace euclidien, une racine carrée est manquante. Leurs origines sont différentes : les généralisations des normes euclidiennes apparaissent comme la racine carrée d'une somme de carrés dans un espace de dimension finie ; dans le cas de la théorie des entiers algébriques, la norme apparaît comme une somme de puissance n-ièmes si n est le degré de l'extension[Information douteuse]. Sous le même mot, se cachent deux notions différentes, même si, dans le cas particulier des entiers de Gauss, les formes sont analogues.
La norme est à valeurs entières et toujours positive. Elle est de plus multiplicative.
Le graphique illustre cette propriété : x de norme 2 et y de norme 5 ont pour produit un entier de Gauss de norme 10.
La norme permet de démontrer simplement quelques résultats, par exemple la recherche des éléments inversibles de l'anneau. Soit x un élément inversible. Alors N(x x−1) = 1 = N(x)N(x−1) donc la norme de tout élément inversible est égale à 1. Réciproquement si x est de norme 1 alors son conjugué est égal à son inverse donc x est inversible. Le groupe des unités est composé des éléments ayant une norme égale à 1 : les quatre éléments 1, −1, i et −i.

### Division euclidienne

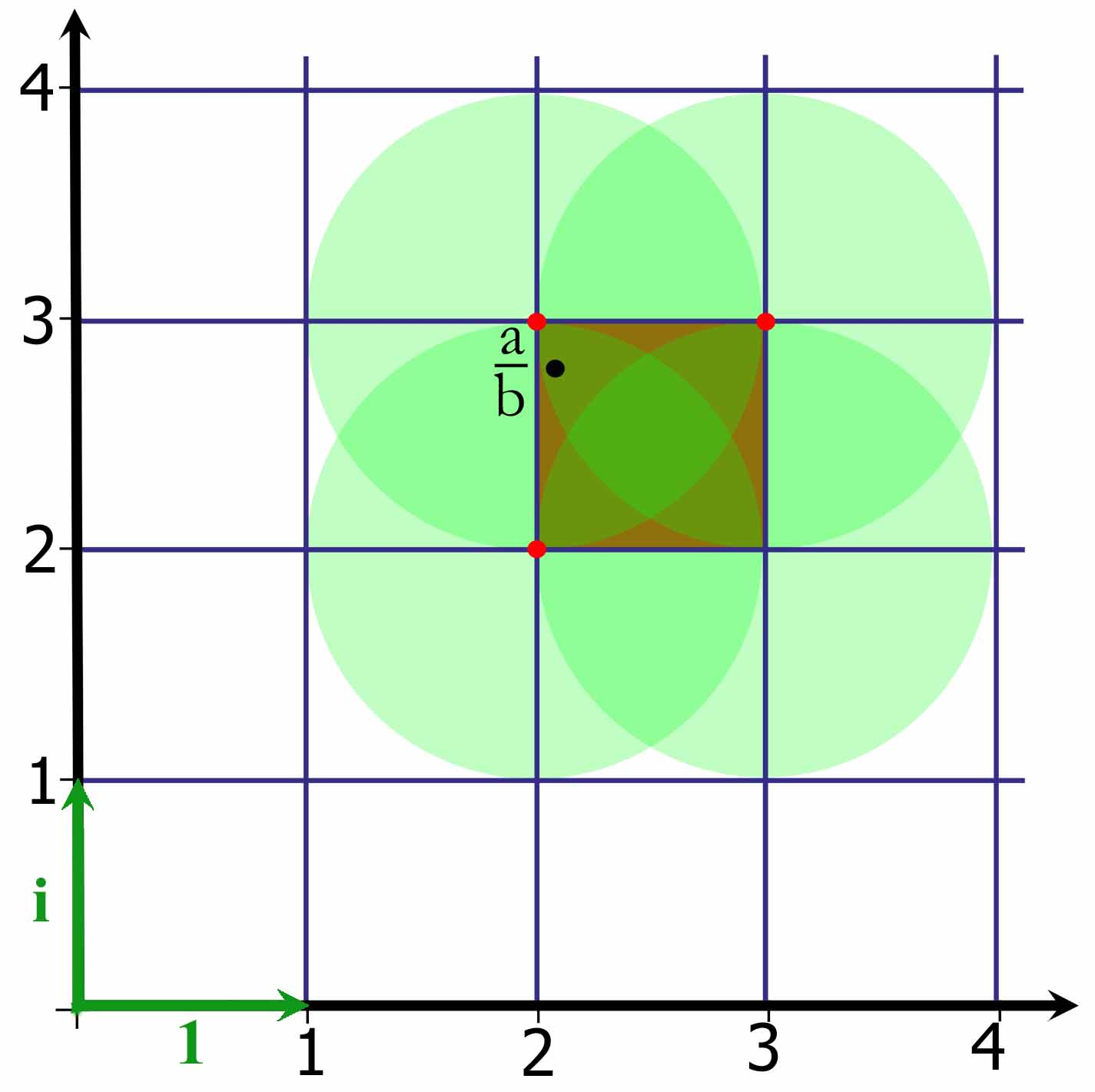
Illustration des entiers de Gauss candidats pour le résultat de la division euclidienne de a par b.

La norme possède une propriété plus importante : elle permet de définir une division euclidienne.

Soit a et b deux entiers de Gauss tels que b soit non nul, alors il existe un couple (q, r) d'entiers de Gauss tel que :
{\displaystyle a=bq+r\quad {\text{avec}}\quad N(r)<N(b)}.

Illustrons la division euclidienne par un exemple :
L'objectif est de trouver un entier de Gauss q proche de a / b. Par proche on entend que le reste de la division soit de norme plus petite que la norme de b. Une autre manière d'exprimer la division euclidienne est de dire que la distance entre a / b et q est strictement inférieure à 1.
Dans l'illustration, le carré contenant a / b est mis en valeur par un fond rouge. Les quatre sommets du carré sont alors candidats à être solution de la division euclidienne. Chaque sommet est le centre d'un cercle de rayon un, dont l'intersection du disque intérieur avec le carré rouge indique la zone où la division est possible. On remarque que tout point du carré est couvert par au moins un cercle. Plus précisément les points près du centre sont couverts par quatre cercles, une zone près de chaque sommet est couverte par trois cercles, le reste du carré, autour des côtés, par deux cercles à l'exception des sommets, couverts par un unique cercle.
En conclusion, la division euclidienne admet toujours de une à quatre solutions, la solution est unique si et seulement si a / b est un entier de Gauss. Dans notre exemple, les trois solutions acceptables sont :
L'unicité de la solution n'est pas si importante, les entiers de Gauss forment un anneau euclidien.

## Arithmétique
La division euclidienne possède des propriétés fortes. Elle permet de construire une arithmétique complète. On parle alors d'anneau euclidien. Cette arithmétique est semblable à celle des entiers.

### Anneau principal
Un anneau principal est un anneau commutatif dont tous les idéaux sont principaux. L'anneau des entiers de Gauss est principal. Cette propriété est vraie pour tout anneau euclidien.
Pour s'en rendre compte il suffit de considérer un idéal I quelconque et un élément x différent de 0, de plus petite norme dans I. Si y est un élément quelconque de l'idéal, la division de y par x montre que le reste, élément de l'idéal possède une norme plus petite que x, donc est nul.

### Identité de Bézout
Comme dans tout anneau principal, l'identité de Bézout est vérifiée dans l'anneau des entiers de Gauss. Elle s'exprime de la manière suivante :

Soit l'équation ax + by = c où a, b et c sont des entiers de Gauss. Alors il existe un PGCD d de a et b, et cette équation admet des solutions dans l'anneau des entiers de Gauss si, et seulement si, c est un multiple de d.

### Lemme de Gauss
Le lemme de Gauss indique que :

Si un entier de Gauss a divise un produit d'entiers de Gauss bc et si a n'a de diviseurs en commun avec b que des éléments inversibles, alors a divise c.
La démonstration est la copie exacte du cas des entiers relatifs. Cette propriété est vraie pour tous les anneaux principaux.
Gauss est le premier mathématicien ayant saisi la portée de ce lemme. Il garantit l'unicité de la décomposition en facteurs premiers. Ce lemme rend possible l'arithmétique telle que nous la connaissons dans ℤ. C'est la raison pour laquelle il prend le nom de lemme de Gauss, alors qu'il était déjà connu depuis plus de deux mille ans.

### Théorème fondamental de l'arithmétique

Des nombres premiers de Gauss de « petite » norme.

Le théorème fondamental de l'arithmétique s'énonce encore exactement comme dans le cas des entiers relatifs :

Chaque entier de Gauss peut être écrit comme un produit de nombres premiers de Gauss aux éléments inversibles près d'une unique façon.
Un « nombre premier de Gauss » est un entier de Gauss qui n'admet comme diviseurs que les produits de lui-même ou de 1 par une unité et qui n'est pas une unité. Par exemple, 5 = (2 + i)(2 – i), bien que nombre premier au sens usuel du terme, n'est pas un nombre premier de Gauss. L'expression « aux éléments inversibles près » signifie qu'une décomposition dans laquelle chaque facteur irréductible est remplacé par son produit par un inversible, comme 5 = (1 – 2i)(1 + 2i), n'est pas considérée comme une décomposition différente.
Une fois encore la démonstration est la copie exacte du cas des entiers relatifs, et la propriété est vraie pour tous les anneaux principaux. Cette propriété dépasse le cas des anneaux principaux, par exemple l'anneau des polynômes sur ℤ vérifie cette propriété mais n'est pas principal. Un tel anneau s'appelle un anneau factoriel.
Un anneau satisfaisant ce théorème dispose alors des notions de PPCM et PGCD et le passage au quotient donne accès à une arithmétique modulaire de même nature que celle des entiers relatifs.
La connaissance fine de cette arithmétique suppose une capacité à caractériser les nombres premiers de Gauss.